# Tsjop
De Oekraïense grensplaats Tsjop (Oekraïens en Russisch: Чоп; Hongaars: Csap; Duits: Tschop) ligt in het gelijknamige gemeente Tsjop, in de rajon Oezjhorod in het westen van de oblast Transkarpatië. Binnen Oekraïne grenst Tsjop aan de rajon Oezjhorod en aan de internationale grens met Hongarije en Slowakije.
De gemeente bestaat uit de volgende dorpen:
- Esenj (Есень, Eszeny) 97,56% Hongaars
- Petrivka (Петрівка, Gólyahát) 2,41% Hongaars
- Solovka (Соловка, Szalóka) 94,79% Hongaars
- Solomonovo (Соломоново, Tiszasalamon) 59,92% Hongaars
- Tisa-asvanj (Тисаашвань, Tiszaásvány) 95,66% Hongaars
- Tisa-oejfalu-(Тисауйфалу, Tiszaújfalu) 92,06% Hongaren
- Tsjervone (Червоне, Cservona) 13,46% Hongaars
- Tsjop (Чоп, Csap) 41,52% Hongaars.

## Bevolking
De bevolking van de stad Tsjop was van oudsher etnisch Hongaars. Na de overgang naar de Sovjet-Unie en daarna Oekraïne is het aandeel van de Hongaren door de instroom van Russen en Oekraïners steeds verder teruggelopen. In 2001 vormden de etnische Hongaren nog een kleine 40% van de bevolking.
Doordat de stad een belangrijk punt in het spoor is, groeit de bevolking door instroom van buiten nog langzaam. Tegenwoordig is het inwoneraantal circa 8800.

## De huidige stad
De weg M06 (E573) gaat langs de stad. De weg T0707 gaat door de stad. In Tsjop woonden in 2007 8765 mensen. Ten zuiden van de stad vormt de rivier de Tisza de grens met Hongarije. Hier ligt vlak bij het stadje Záhony. Ten westen van de stad is een dode arm van deze rivier. Ten noorden is een treinstation. Dat is een grensstation met Hongarije en Slowakije.

## De nabije omgeving
De onderstaande figuur toont de Tsjop omringende dorpen.

## Galerij

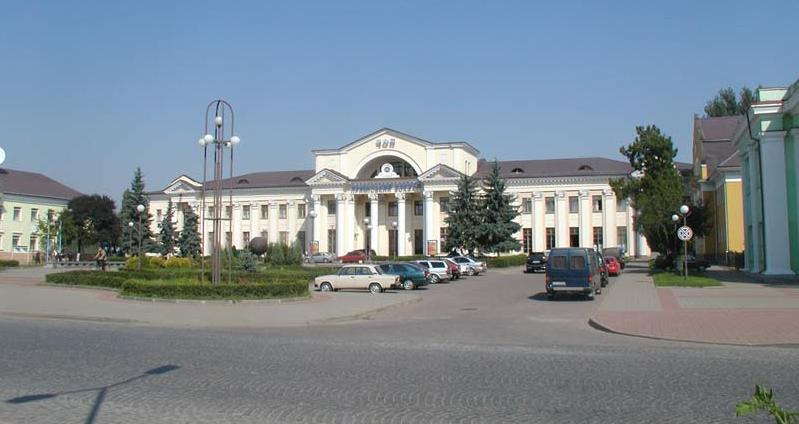
Stationsgebouw.
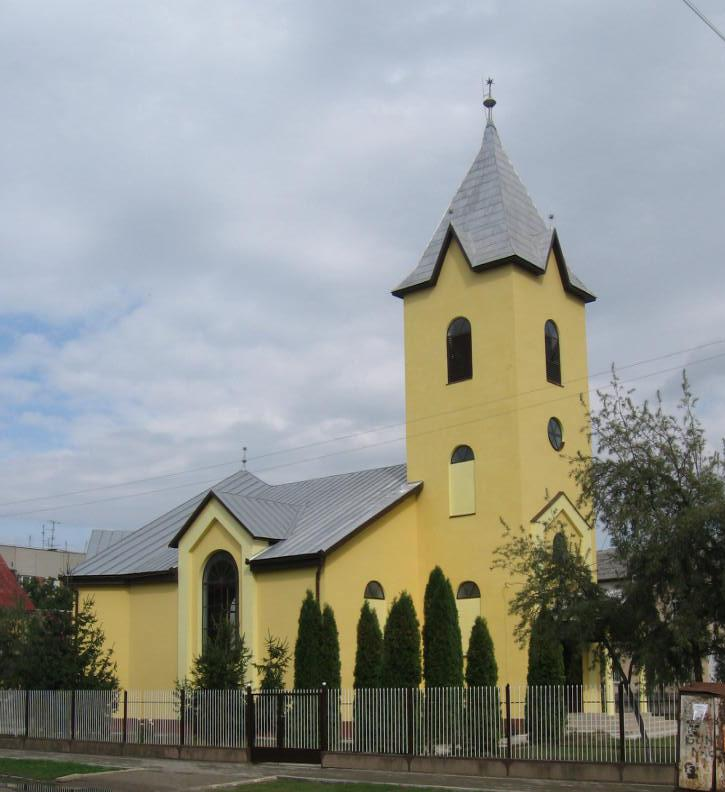
De nieuwe Hongaarse Gereformeerde Kerk.
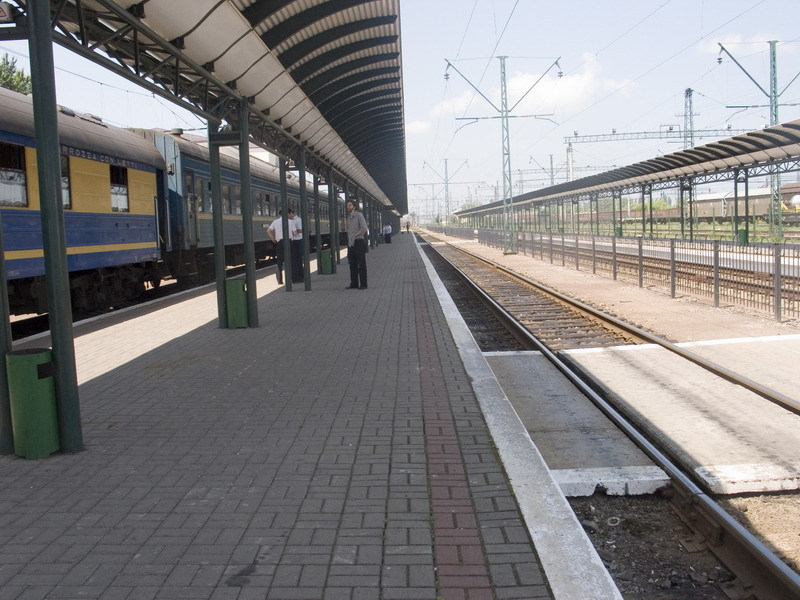
Perron op het treinstation van Tsjop.